# Nieuw Nationaal Stadion Laos
Het Nieuw Nationaal Stadion Laos is een multifunctioneel stadion in Vientiane, Laos. Het stadion werd gebouwd in 2009 en wordt vooral gebruikt voor voetbalwedstrijden en atletiekwedstrijden. In 2009 werd in dit stadion de openings- en sluitingsceremonie gehouden voor Zuidoost-Aziatische Spelen.
Toen het stadion klaar was kon het het oude 'Nationale stadion' vervangen. Het ligt op ongeveer 16 kilometer van het centrum van Vientiane. Er is plaats voor 25.000 toeschouwers.